# Brunfelsia linearis
Brunfelsia linearis är en potatisväxtart som beskrevs av Erik Leonard Ekman och Ignatz Urban. Brunfelsia linearis ingår i släktet Brunfelsia och familjen potatisväxter. Inga underarter finns listade i Catalogue of Life.